# Provinzial-Hülfskasse Westfalen
Die Provinzial-Hülfskasse Westfalen wurde am 5. Januar 1832 mit Sitz in Münster gegründet. Ihr Auftrag war die Förderung der Gemeinden und der Wirtschaft Westfalens. Sie ist das Vorläuferinstitut der „Landesbank der Provinz Westfalen“, aus der 1969 zusammen mit der „Landesbank der Rheinprovinz“ die Westdeutsche Landesbank Girozentrale (kurz WestLB) hervorgegangen ist.

## Geschichte
Während der Befreiungskriege (1813–1815) wurden die Bewohner Westfalens durch die durchmarschierenden Truppen Schwedens, Dänemarks, Preußens und Russlands stark belastet. 1818 zahlte hierfür der schwedische König als pauschale Entschädigung 160.000 Taler an die Provinz Westfalen, schlussendlich war diese Summe auf insgesamt 300.000 Taler angewachsen. Um eine zweckgerechte Verwendung der Mittel zu erreichen, schlug der Oberpräsident der Provinz, Ludwig Freiherr von Vincke, vor, eine „Hülfskasse“ zu gründen. Die Kasse sollte wohltätigen Zwecken dienen und die Wirtschaft fördern.
Der Vorschlag benötigte einige Zeit, bis er von allen Beteiligten für gut befunden wurde. Johann Hermann Hüffer, der an der Entwicklung und Gestaltung der Idee maßgeblich mitgewirkt hatte, entwarf das Statut, welches der Kasse später zugrunde gelegt wurde. Schließlich genehmigte auch der preußische König Friedrich Wilhelm III. das Statut der Institution am 4. August 1831. Freiherr von Vincke wurde zum ersten Kurator der Hülfskasse ernannt, Johann Hermann Hüffer zum Vorsitzenden bestimmt. 1842 bis 1866 war Ferdinand Dominicus Niedieck Direktor der Hülfskasse.

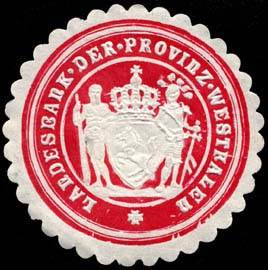
Siegelmarke der Landesbank

Das Geschäft der Hülfskasse bestand vor allem in der Gewährung von Darlehen an Gemeinden zur Durchführung von Infrastrukturmaßnahmen sowie an Unternehmen für Erweiterungsprojekte und an Großgrundbesitzer für Maßnahmen zur Steigerung des landwirtschaftlichen Ertrags.
1890 wurde die Provinzial-Hülfskasse Westfalen zur Landesbank der Provinz Westfalen umgewandelt.